# Yeşilköy
Yeşilköy (tyrkisk for Grøn landsby; før 1926, San Stefano eller Santo Stefano græsk: Άγιος Στέφανος, tyrkisk: Ayastefanos) er en bydel (tyrkisk: mahalle) i distriktet Bakırköy i Istanbul i Tyrkiet ved Marmarahavet ca. 11 km fra Istanbuls historiske bycenter. Før Istanbuls kraftige vækst i 1970’erne var Yeşilköy en landsby og ferieby ved havet.

## Etymologi
Byens oprindelige navn, San Stefano, stammer fra en legende tilbage fra begyndelsen af 1200-tallet. Ifølge legenden tvang en storm et skib med korsfarere fra det fjerde korstog til at søge ly i byen efter at de have plyndret Konstantinopel. Med sig bragte korsfarerne relikvierne af Sankt Stefan, som de ville bringe til Rom. Relikvierne blev bragt til byens kirke indtil havet var faldet til ro. Dette gav navn til kirken og til stedet. I 1926 skiftede landsbyen navn til det nuværende Yeşilköy, der betyder "Grøn landsby" på tyrkisk.

## Historie
I 1203 var stranden Agios Stefanos samlingspunkt for den latinske hær under det fjerde korstog, der senere ville erobre det kristne Konstantinopel det følgende år.
I 1800-tallet var byen ejet af den indflydelsesrige armenske Dadian-familie.
Under Krimkrigen havde de franske tropper base i byen, hvor de byggede et af de tre historiske fyrtårne, der stadig er i brug.
San Stefano var byen, hvor Rusland i 1878 stoppede deres fremrykning mod Konstantinopel ved slutningen af Den russisk-tyrkiske krig (1877-1878) og var det sted, hvor San Stefano-traktaten blev indgået mellem Rusland og Osmannerriget. Ankararegeringens beslutning i 1909 om at sende sultan Abdülhamid 2. i eksil til Thessaloniki blev taget i byen yachtklub.
Byen blev den 10. juli 1894 – som andre dele af Marmararegionen – ramt af et kraftigt jordskælv, der efterfulgtes at en tsunami. Havet trak sig 100 meter tilbage og den efterfølgende tsunami skabte enorme bølger, der ødelagde store områder af kysten. Flere bygninger i San Stefano blev beskadiget af jordskælvet og den efterfølgende tsunimi.
San Stefano blev hjemsted for de første faciliteter til luftfart, da Osmannerriget i 1912 byggede en flyverskole. Området blev senere udbygget ved hjælpe af tyske officerer til at uddanne piloter til det osmanniske luftvåben.
Kort efter Osmannerrigets indtræden i 1. verdenskrig på centralmagternes side i november 1914 sprængte tyrkerne et russisk mindesmærke for de russiske soldater, der døde under krigen i 1878. Sprængningen blev optaget på film og anses som den første filmoptagelse i Tyrkiet.

## Demografi
Ved slutningen af 1800-tallet var San Stefano et populært udflugtssted for Konstantinopels overklasse. Indtil begyndelsen af 1900-tallet havde landsbyen en overvejende kristen befolkning. Befolkningen var dog blandet, bestående af tyrkere, grækere (nu næsten forsvundet efter folkeforflyttelserne i 1920'erne og 30'erne), armeniere og levantinere (kristne i de østlige Middelhavslande, hovedsagelig etniske italienere og franskmænd, nu næsten forsvundet). Byen bærer den dag i dag præg af sin kosmopolitiske fortid med bl.a. en italiensk katolsk kirke og kirkegård, en armensk kirke og flere græske kirker. I anden halvdel af 1900-tallet havde byen forholdsvis mange tilflyttere af kurdisk og assyrisk etnicitet.

## Yeşilköy i dag
Yeşilköy er et forholdsvist velstillet område og indeholder en række træbygninger bygget i Art Nouveau-stil fra slutningen af 1800-tallet til begyndelsen af 1900-tallet. Ved havet er en marina, Yeşilköy Burnu Marina og sandstrande.
Istanbul Atatürk International Airport (tidligere Yeşilköy Airport) ligger i området, der tillige huser Turkish Airlines' hovedkontor.
Yeşilköy har en station beliggende på pendler-togsystemet Marmaray og fik allerede i 1871 en togstation, der forbandt byen med Istanbul, hvilket var med til at gøre byen til et populært udflugtssted.